# Berta Sachs
Berta Sachs, geboren als Bertha Sachs (* 12. Oktober 1876 in Freising; † 27. November 1943 im unterfränkischen Zell, heute zu Üchtelhausen gehörend), war eine deutsche Lehrerin, Schulleiterin und Wegbereiterin der Sozialen Arbeit.

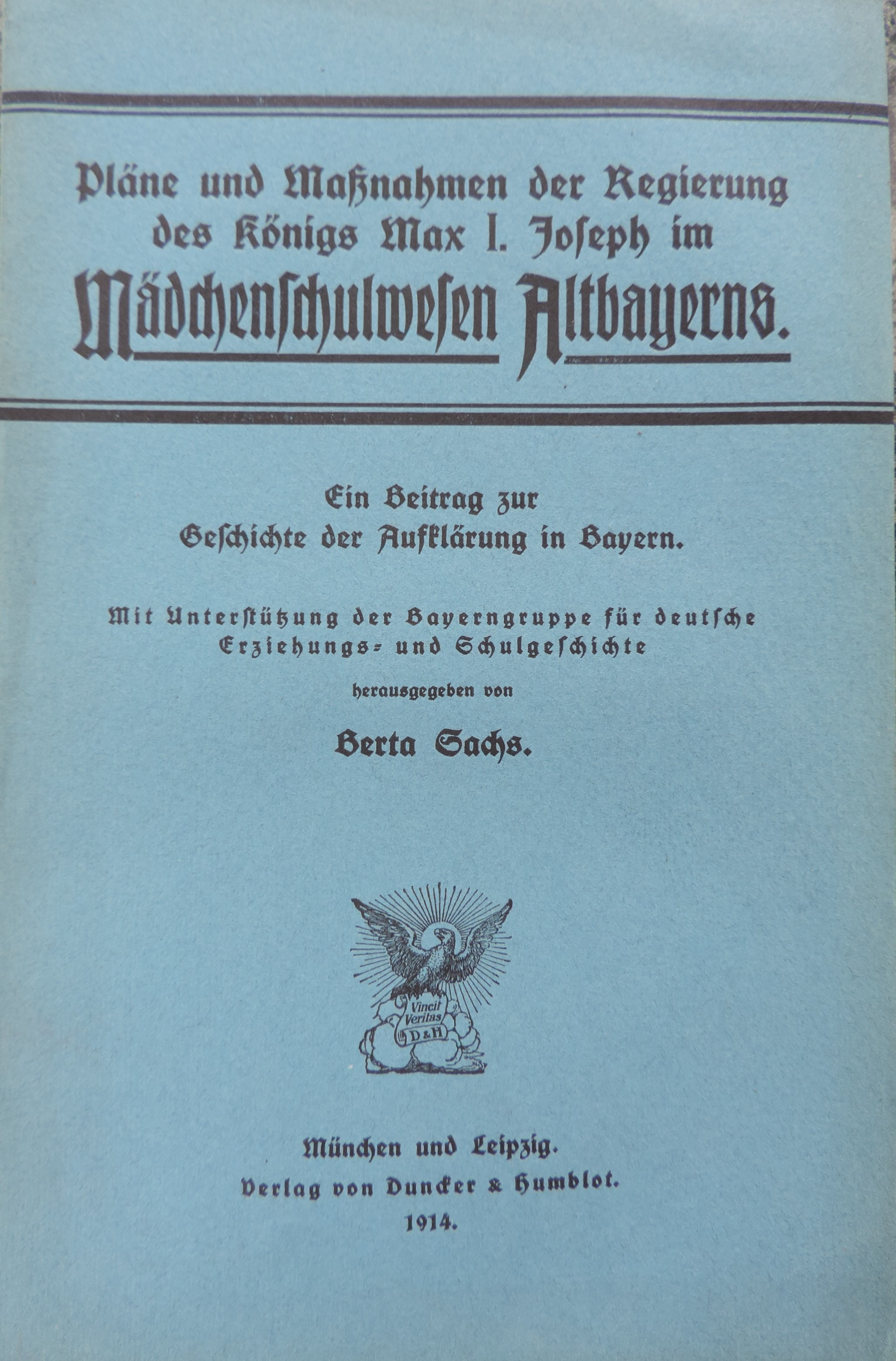
Doktorarbeit von Berta Sachs, archiviert im Ida-Seele-Archiv

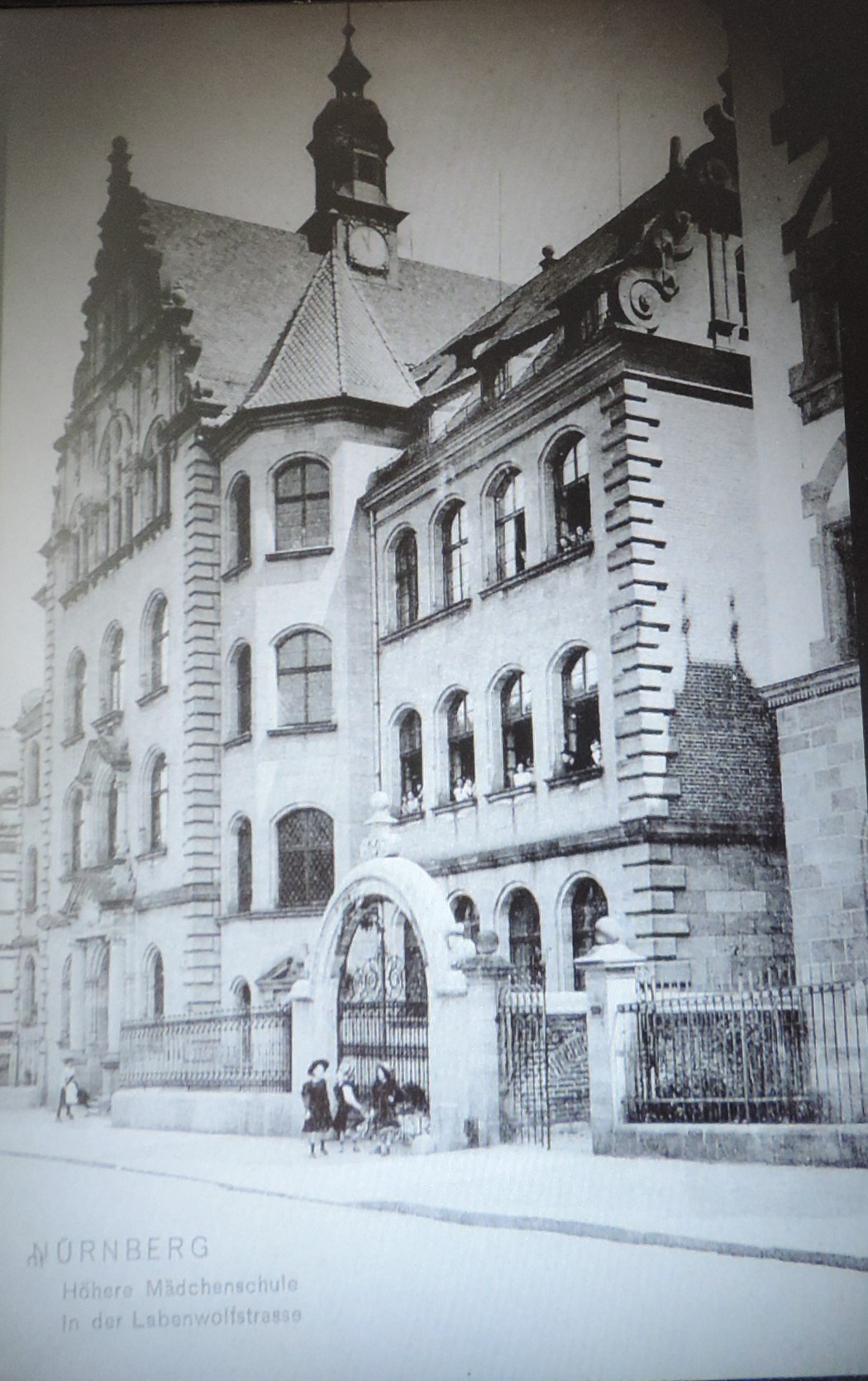
Höhere Mädchenschule Nürnberg, Labenwolfstraße 16, in der Berta Sachs unterrichtete; Ansichtskarte archiviert im Ida-Seele-Archiv

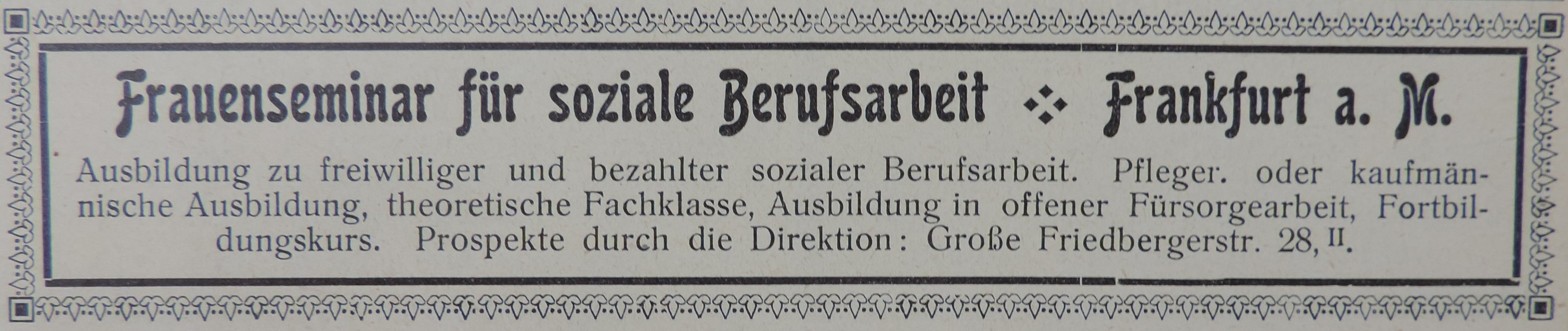
Anzeige des Frauensemianars, archiviert im Ida-Seele-Archiv

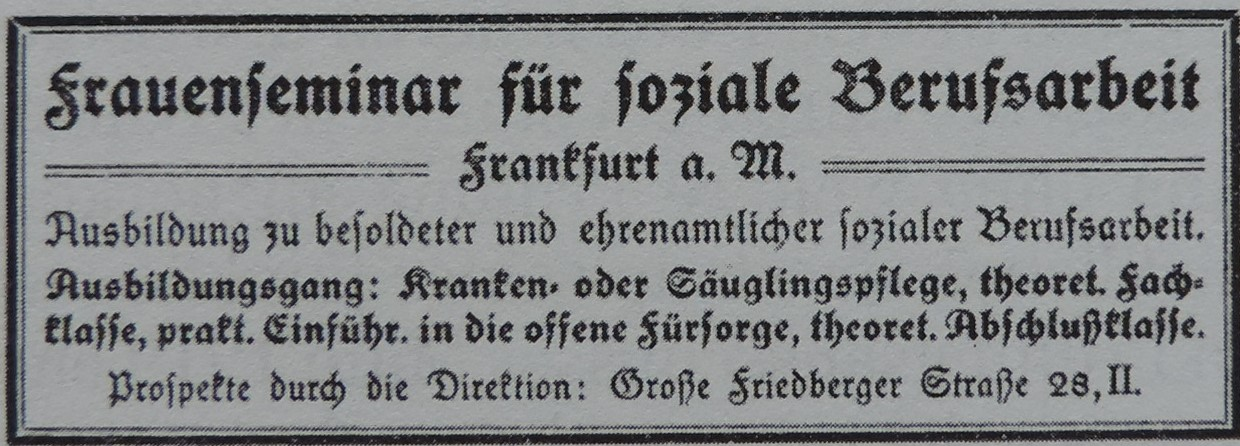
Anzeige des Frauenseminars, archiviert im Ida-Seele-Archiv

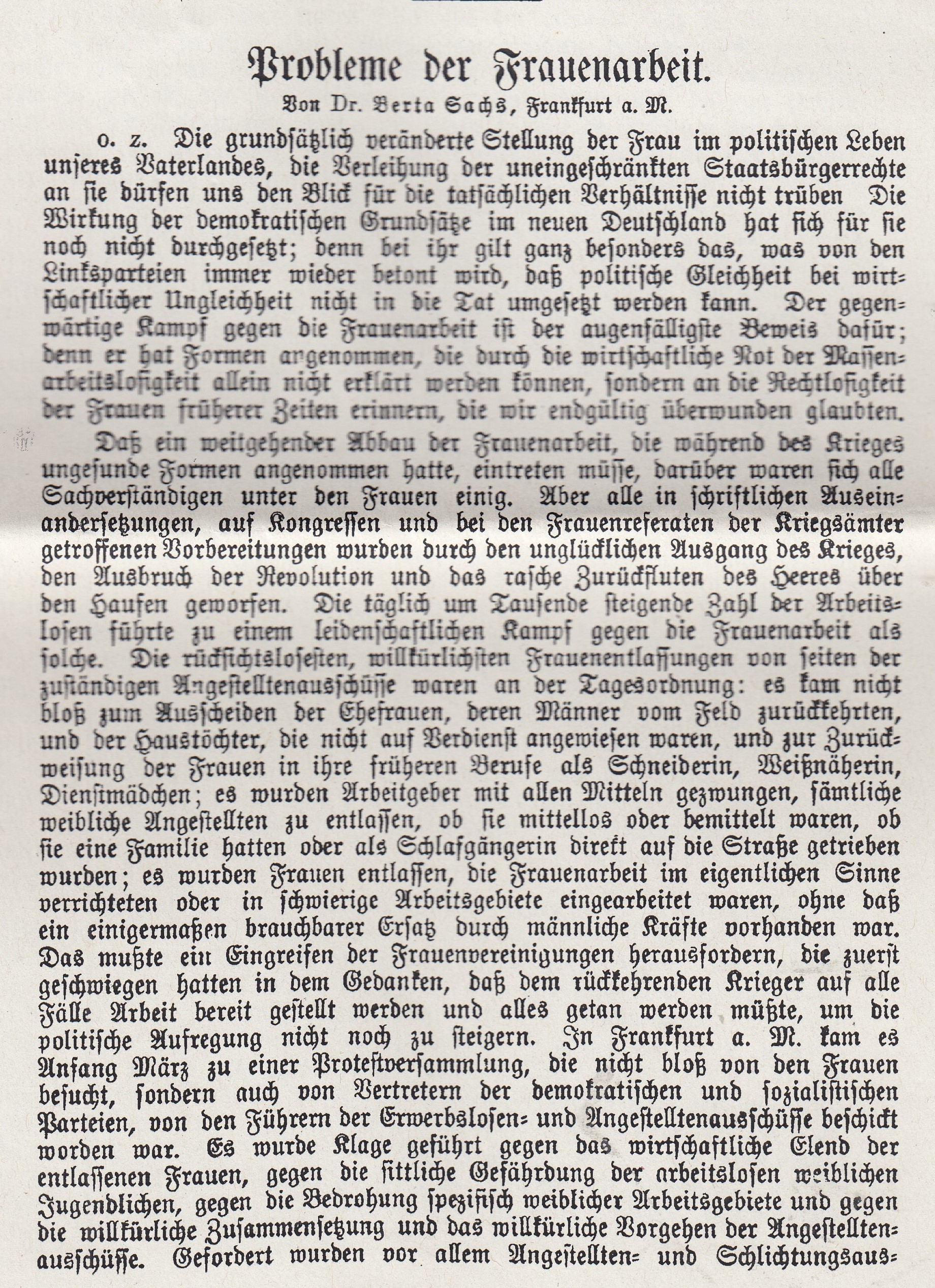
Auszug aus einem Aufsatz, archiviert im Ida-Seele-Archiv

## Leben und Wirken
Sie war die Tochter des Königl. Gymnasialprofessors Korbinian Sachs und dessen Ehefrau Babette Sachs, geb. Steinecker. Nach dem Besuch der siebenklassigen Volksschule in Freising und (nach der Versetzung des Vaters) in München, absolvierte Sachs in letztgenannter Stadt die „Königliche Kreislehrerinnenbildungsanstalt“. Der Weg über diese Ausbildungsinstitution war seinerzeit für Frauen die einzige Möglichkeit, zu Bildung und gesellschaftlichem Ansehen zu gelangen, solange ihnen der Zugang zu den Universitäten verschlossen blieb. Anschließend war sie als Lehrerin an verschiedenen bayerischen Volksschulen tätig, in Erding sowie München, und war Mitglied im „Bayerischen Lehrerinnenverein“. Ihren Schuldienst, den Sachs an Volksschulen in Erding und München ableistete, unterbrach sie für drei Jahre, um sich in Privatstunden und durch Besuch der „Privat-Gymnasialkurse für Mädchen“, gegründet 1900 von Adolf Sickenberger in München, der auch Leiter der Ausbildungsinstitution war, auf das Abitur vorzubereiten. Dieses legte Sachs als Externe am Luitpold-Gymnasium ab. Zudem erlangte sie 1909 die staatliche Lehrberechtigung für „Höhere Mädchenschulen“ und unterrichtete am Lyceum der Nürnberger Frauenschule. Ab 1910 studierte Sachs, die Mitglied im „Verein Studierender Frauen“ war, an der Münchener Universität Geschichte, Deutsch und Erdkunde. Ab Juni 1911 wirkte sie als Realschullehrerin an der Höheren Mädchenschule in Nürnberg, Labenwolfstraße 16, der auch eine Frauenschule angegliedert war. Ihr Studium setzte Sachs an der „Friedrich-Alexanders Universität“ in Erlangen fort. Dort promovierte sie 1913 mit einer geschichtswissenschaftlichen Dissertation bei Gustav Beckmann. Das Thema ihrer Doktorarbeit lautete: „Pläne und Maßnahmen der Regierung des Königs Max I. Joseph im Mädchenschulwesen Altbayerns. Ein Beitrag zur Geschichte der Aufklärung in Bayern“. Die Promovendin untersuchte diese Epoche auf der Grundlage des staatlichen Archivmaterials und erfaßte die Veränderungen im Schulbereich auf breiterer Grundlage als die üblicherweise abgefaßten Darstellungen. Im Vorwort ihrer Dissertation schrieb Sachs bezüglich der alten und „höheren Mädchenschulen“:
Den Namen 'höhere Mädchenschule', die erst durch die jüngsten Ministerialerlasse der deutschen Bundesstaaten einen festen Inhalt bekommen hat, verdienen freilich die älteren Mädchenschulen, speziell auch jene, die am Ende des 18. und Anfang des 19. Jahrhunderts in Altbayern bestanden, nicht: in den Elementarfächern greifen sie kaum über das Ziel der Volksschule hinaus und unterscheiden sich von dieser lediglich durch den Betrieb der französischen Sprache, durch einen etwas weitergreifenden Sachunterricht und durch die 'schönen' Handarbeiten gegenüber den bloß 'nützlichen' im Industrieunterricht der Volksschule. Der Ausdruck 'höhere Mädchenschule' hat also, wenn er von dieser Zeit gebraucht wird, den Sinn 'Schule für Mädchen der höheren Stände', wie ja auch die heutige höhere Mädchenschule den Charakter der Standesschule noch nicht abgestreift hat.
Im Jahre 1917 übernahm Sachs die Verantwortung für das 1913 gegründete „Frauenseminar für soziale Berufsarbeit“, das bis dahin von Rosa Kempf, mit der sie teilweise zusammenlebte, geleitet wurde. Zuvor hatte sie schon als Vertreterin des Frankfurter Frauenseminars an der ersten „Konferenz sozialer Frauenschulen“, am 24. Januar 1917 in Berlin von Alice Salomon einberufen, teilgenommen. Die scheidende Schulleiterin, die an die Düsseldorfer „Sozialakademie für Frauen“ wechselte, konstatierte zur Übergabe des Seminars:
Daß ein weitgehender Abbau der Frauenarbeit, die während des Krieges ungesunde Formen angenommen hatte, eintreten müsse, darüber waren sich alle Sachverständigen unter den Frauen einig. Aber alle in schriftlichen Auseinandersetzungen, auf Kongressen und bei den Frauenreferaten der Kriegsämter getroffenen Vorbereitungen wurden durch den unglücklichen Ausgang des Krieges, den Ausbruch der Revolution und das rasche Zurückfluten des Herres über den Haufen geworfen. In der letzten Sitzung des Schulvorstandes und Beirats wurde Frau Dr. Berta Sachs, Oberlehrerin aus Nürnberg, zur Nachfolgerin ernannt. Ich bin der festen Hoffnung, daß damit das Seminar im gleichen Geist und der gleichen Arbeit weitergeführt werden wird, wie bisher, und daß die Frankfurter und Düsseldorfer Anstalt auf diese Weise in schwesterlicher gegenseitiger Fühlungnahme gut gedeihen werden.
Unter Sachs Federführung erhielt die Ausbildungsstätte als eine der ersten in Deutschland die staatliche Anerkennung:
Als erste aller preußischen Wohlfahrtsschulene erhielt das Frauenseminar schon am 12. April 1919 die staatliche Anerkennung… Der intensiven Arbeit des Vorstandes (geschäftsführender Vorsitzender Prof. Dr. Polligkeit) und des Schulausschusses ist es zu verdanken, daß das ehemalige Frauenseminar für soziale Berufsarbeit unter dem neuen Namen Wohlfahrtsschule für Hessen-Nassau  und Hessen weiterbestehen konnte und größere Entwicklungsmöäglichkeiten erhielt… Die Neuorganisation verhalf ihr  zu einem räumlich weiten Schulbezirk, der auch Mittel- und Kleinstädte mit deren Landgemeinden einschloß und sie viel mehr mit der lebendigen sozialen Praxis verknüpfte.Das Honorar der Dozenten wurde erhöht, eine hauptamtliche Lehrkraft angestellt, Bücher und andere Lehrmittel, sogar ein Lichtbild-Apparat beschafft, eine Vertrauensärztin wurde für die Schülerinnen verpflichtet. Schülerinnen, die wirtschaftlich schwer zu kämpfen hatten, wurden durch Unterrichtsbeihilfen, Schulgeldnachlaß, Erweiterung des vorhandenen Schülerinnenheims, Erleichterungen geschaffen. Ein 4monatiger Nachschulungskurs für Fürsorgerinnen der Provinz Hessen-Nassau und des Landes Hessen zur Erreichung der staatlichen Prüfung der Wohlfahrtspflegerinnen wurde abgehalten. So zeigte sich allenthalben ein Wiederaufleben der Wohlfahrtsschule. Sie hatte wieder einen sicheren Boden; auch die zurückgegangene Zahl der Schülerinnen nahm merklich zu… Immer mehr hatte sich die Schule hinsichtlich der Herkunft ihrer Besucherinnen in eine Provinzschule umgewandelt. Während noch im Jahre 1924, in welchem die Schule neu organisiert worden war, ein Drittel der Schülerinnen außerhalb Hessen-Nassaus und Hessens ihre Heimat hatten, waren im Jahre 1932/33 von 68 Schülerinnen 62, d. h. 92 % aus dem Schulbezirk… Frl. Dr. Anne Broecker wurde 17. März 1933 als Schulleiterin an Stelle von Dr. Berta Sachs berufen, welche sich aus Gesundheitsrücksichten pensionieren lassen mußte.
Die Schulleiterin setzte sich entschieden dafür ein, dass am Frauenseminar in viermonatigen Nachschulungskursen auch männliche Wohlfahrtspfleger zugelassen wurden. Die nicht berufsbegleitenden Kurse waren vordergründig auf die Bedürfnisse der Verwaltungs- und Fürsorgepraxis ausgerichtet. Der erste Kurs begann am 1. September 1922. Weitere folgten 1927/1928 und 1929/1930. Sachs war ständige Mitarbeiterin der „Konferenz der sozialen Frauenschulen Deutschlands“, die sich vehement für eine Vereinheitlichung der sozialen Ausbildung einsetzte, der „Konferenz der Wohlfahrtsdezernenten des Rhein-Mainischen Wirtschaftsgebietes“ sowie des „Deutschen Vereins für öffentliche und private Fürsorge“. Neben ihrer verantwortlichen Position als Schulleiterin engagierte sich Sachs noch in der Frauenbewegung, wobei ihr Interesse insbesondere der Frauenerwerbstätigkeit galt. So beklagte sie in einem Aufsatz für eine Frauenzeitschrift, dass 1919 die Frauenerwerbstätigkeit auf den Vorkriegsstand zurückgefallen sei:
Daß ein weitgehender Abbau der Frauenarbeit, die während des Krieges ungesunde Formen angenommen hatte, eintreten müsse, darüber waren sich alle Sachverständigen unter den Frauen einig. Aber alle in schriftlichen Auseinandersetzungen, auf Kongressen und bei den Frauenreferaten der Kriegsämter getroffenen Vorbereitungen wurden durch den unglücklichen Ausgang des Krieges, den Ausbruch der Revolution und das rasche Zurückfluten des Herres über den Haufen geworfen. Die täglich um Tausende steigende Zahl der Arbeitslosen führte zu einem leidenschaftlichen Kampf gegen die Frauenarbeit als solche. Die rücksichtslosesten, willkürlichsten Frauenentlassungen seitens der zuständigen Angestelltenausschüsse waren an der Tagesordnung: es kam nicht bloß zum Ausscheiden der Ehefrauen, deren Männer vom Feld zurückkehrten und der Haustöchter, die nicht auf Verdienst angewiesen waren, und zur Zurückweisung der Frauen in ihre früheren Berufe als Schneiderin, Weißnäherin, Dienstmädchen; es wurden Arbeitgeber mit allen Mitteln gezwungen, sämtliche weibliche Angestellten zu entlassen, ob sie mittellos oder bemittelt waren, ob sie eine Familie hatten oder als Schlafgängerin direkt auf die Straße getrieben wurden; es wurden Frauen entlassen, die Frauenarbeit im eigentlichen Sinne verrichteten oder in schwierige Arbeitsgebiete eingearbeitet waren, ohne daß ein einigermaßen brauchbarer Ersatz durch männliche Kräfte vorhanden war… Ob das Los der arbeitenden Frau, ob unser Los in den nächsten Jahren und Jahrzehnten erträglich sein wird, hängt von der Entscheidung der nächsten Tage und Wochen ab. Unser Schicksal liegt nicht bloß in der Hand unserer Feinde, es liegt auch in uns, in dem Glauben an unser Volk, in dem Willen zur Selbstbehauptung.
Sachs wurde auf dem Waldfriedhof von München beerdigt.

## Veröffentlichungen
- Pläne und Maßnahmen der Regierung des Königs Max I. Joseph im Mädchenschulwesen Altbayerns. Ein Beitrag zur Geschichte der Aufklärung in Bayern, München 1914